# Liste der Monuments historiques in Mergey
Die Liste der Monuments historiques in Mergey führt die Monuments historiques in der französischen Gemeinde Mergey auf.

## Liste der Immobilien
| Bezeichnung       | Beschreibung           | Standort                         | Kennzeichnung | Schutzstatus | Datum | Bild           |
| ----------------- | ---------------------- | -------------------------------- | ------------- | ------------ | ----- | -------------- |
| Kirche St-Sulpice | ab dem 12. Jahrhundert | 112 rue Général de Gaulle (Lage) | PA00078153    | Inscrit      | 1951  | weitere Bilder |

## Liste der Objekte
| Bezeichnung                  | Beschreibung | Standort                        | Kennzeichnung | Schutzstatus | Datum | Bild |
| ---------------------------- | --- | ------------------------------- | ------------- | ------------ | ----- | ---- |
| Kirchenfenster               | aus dem 16. Jahrhundert                                                                                                 | in der Kirche St-Sulpice (Lage) | PM10001190    | Classé       | 1913  |      |
| Retabel der Nikolauskapelle  | Nischenretabel; Kalkstein, farbig gefasst und vergoldet, Ende des 16. Jahrhunderts; zugehörig PM10003188 bis PM10003191 | in der Kirche St-Sulpice (Lage) | PM10001189    | Classé       | 1913  |      |
| Skulptur Heiliger Nikolaus   | Kalkstein, farbig gefasst und vergoldet, Ende des 16. Jahrhunderts                                                      | in der Kirche St-Sulpice (Lage) | PM10003188    | Classé       | 1913  |      |
| Skulptur Heiliger Antonius   | Holz, farbig gefasst und vergoldet, Ende des 16. Jahrhunderts                                                           | in der Kirche St-Sulpice (Lage) | PM10003189    | Classé       | 1913  |      |
| Skulptur Johannes Evangelist | Kalkstein, farbig gefasst und vergoldet, Ende des 16. Jahrhunderts                                                      | in der Kirche St-Sulpice (Lage) | PM10003190    | Classé       | 1913  |      |
| Kruzifix                     | Holz, farbig gefasst, Ende des 16. Jahrhunderts                                                                         | in der Kirche St-Sulpice (Lage) | PM10003191    | Classé       | 1913  |      |
| Skulptur Madonna mit Kind    | Kalkstein, farbig gefasst und vergoldet, 16. Jahrhundert                                                                | in der Kirche St-Sulpice (Lage) | PM10001188    | Classé       | 1913  |      |
| Kasel                        | Seide. bestickt, 18. Jahrhundert; im Kathedralschatz in Troyes deponiert                                                | in der Kirche St-Sulpice (Lage) | PM10001191    | Classé       | 1978  |      |
| Kanzel                       | Eichenholz, 18. Jahrhundert                                                                                             | in der Kirche St-Sulpice (Lage) | PM10003563    | Inscrit      | 1978  |      |
| Skulptur Heiliger Sulpicius  | Eichenholz, farbig gefasst und vergoldet, 16. Jahrhundert                                                               | in der Kirche St-Sulpice (Lage) | PM10003564    | Inscrit      | 1980  |      |
| Glocke                       | Bronze, 1644 gegossen                                                                                                   | in der Kirche St-Sulpice (Lage) | PM10003580    | Inscrit      | 2003  |      |